# Hartmut Hornung
Hartmut Hornung (* 14. Oktober 1952 in Zehdenick) ist ein deutscher Bildhauer, Maler und Grafiker.

## Leben und Werk
Nach dem Abitur leistete Hornung 1971 bis 1973 Dienst in der Nationalen Volksarmee. Danach wurde ihm ein bereits zugesagter Studienplatz für Geologie entzogen, und auch das reguläre Studium an der Kunsthochschule Berlin-Weißensee blieb ihm verwehrt, weil er als Soldat an der Grenze zur Bundesrepublik die Akzeptanz des Schießbefehls verweigert hatte. Nach seiner Dienstzeit arbeitete Hornung vorübergehend als Transportarbeiter. Von 1974 bis 1978 studierte er Kunsterziehung/Deutsch an der Humboldt-Universität zu Berlin. Dort waren Gerenot Richter und der Leiter der Grafikwerkstatt Johannes Prusko seine Lehrer. Daneben belegte er Malkurse bei Bruno Bernitz an der Kunsthochschule Berlin-Weißensee. 1978–1979 arbeitete Hornung als Zeichenlehrer in Berlin. Gegen heftigen Widerstand gab er diese Arbeit auf und machte sich als Maler selbständig. Unter großen Anstrengungen baute er mit seinem Freund Michael Diller in Ost-Berlin eine grafische Werkstatt für Radierungen und Lithografien auf. 1984 schuf er sich einen zweiten Lebens -und Arbeitsort in Ludwigshof bei Ueckermünde. Dort begann er 1985 neben der Malerei und Graphik mit Holzbildhauerei. Erstmals bekannt wurde Hornung mit seinem expressiven Zyklus von Kaltnadelradierungen zur Schiffskatastrophe der Andrea Doria, der 1985 in der Ausstellung »100 ausgewählte Grafiken der DDR« zu sehen war.
Hornung war von 1983 bis 1990 Mitglied des Verbands Bildender Künstler der DDR und hatte in der DDR eine große Zahl von Einzelausstellungen und Ausstellungsbeteiligungen, u. a. 1982/1983 und 1987/1988 an der IX. und X. Kunstausstellung der DDR in Dresden.
1991 gab Hornung sein Berliner Atelier auf und zog ganz nach Ludwigshof. Von 1992 bis 1998 hatte er einen Lehrauftrag in der Meisterklasse von Alfred Hrdlicka, dessen Werk seine künstlerische Arbeit frühzeitig angeregt und geprägt hatte, an der Universität für Angewandte Kunst Wien. 2000 bis 2002 war er Professor und Leiter des Instituts für Elementares Formen im Fachbereich Architektur an der Universität Braunschweig und ab 2003 Professor im Fachbereich Architektur an der Westsächsischen Hochschule in Zwickau.

## Rezeption
"Hartmut Hornungs Schaffen ist geprägt durch den expressiven Gestus in der Kunst der DDR der achtziger Jahre, durchaus Ausdruck der damaligen Endzeitstimmung, Ausdruck einer ständigen Gereiztheit ob der nervenden Unzulänglichkeiten sowohl im materiellen, aber vor allem auch im geistigen Leben…
Geblieben sind aus den Erfahrungen der Jugendjahre sein Skeptizismus, sein Rigorismus, aber auch seine Vitalität. Davon ist seine skulpturale Arbeit ebenfalls geprägt. Anders als aus Gips aufgebaute Plastiken sind sie nicht vom Kern her gedacht, sondern herausgeschnitten mit der Kettensäge, durchaus aber auch mit dem Stechbeitel verfeinert."

## Mitgliedschaften
- 1980–1990: Verband Bildender Künstler der DDR; ab 1984 Sektionsleiter der Maler und Grafiker im Berliner Bezirksverband[2]
- Seit 1991: Künstlerbund Mecklenburg und Vorpommern e.V. im Bundesverband Bildender Künstlerinnen und Künstler; 1994 bis 2000 dessen Vorsitzender[2]

## Museen und öffentlichen Sammlungen mit Werken Hornungs (unvollständig)
- Berlin: Nationalgalerie
- Berlin: Kupferstichkabinett
- Moskau: Puschkin-Museum
- Szczecin: Pommersche Landesbibliothek
- St. Petersburg: Russisches Museum
- Wien: Kupferstichkabinett der Akademie der Bildenden Künste

## Werke (Auswahl)

### Druckgrafik
- Schinkels Erben (1981, Radierung; Auftragsarbeit der Zeitung Junge Welt für deren Graphik-Edition)[3]
- Zu Neruda, der große Dichter (1981, Radierung; auf der IX. Kunstausstellung der DDR)[4]
- Andrea Doria (1985/1986, Kaltnadelradierung, Blatt 4 aus der Folge; auf der X. Kunstausstellung der DDR)[5]

### Werke im öffentlichen Raum (Auswahl)
- Bendorf, Burg Sayn: Wächter, Eiche, 2004[6]
- Berlin, U-Bahnhof Magdalenenstraße: Serie „Geschichte der Arbeiterbewegung“, 20 Wandbilder, Aufglasurmalerei auf Meißner Kacheln (mit Wolfgang Frankenstein), 1986[6]
- Buk (Dobra), Polen: Gelände der Nationalbibliothek Stettin: Stuhlobjekt, Eiche, 1995[6]
- Neubrandenburg, Gelände der Landesversicherungsanstalt: Drei Boote, Eisenguss, 1995–1996[6]

### Künstlerbücher
- Variationen zum Thema Stuhl (mit 19 Holzschnitte, davon 11 zweifarbige), Herausgeber Edition Februar Presse, 1995[7]
- Variationen zum Thema Kopf (mit 18 Holzschnitte, davon 6 dreifarbige, fünf zweifarbige und sieben einfarbige), Herausgeber Edition Februar Presse, 1996[7]
- Edition Gedichte – Grafik (mit sechs Kaltnadelradierungen und fünf Gedichten von Bernd Gottschalk), 1986[7]

## Ausstellungen (unvollständig)
- 1981 Berlin, Galerie Sophienstraße (mit Michael Diller)
- 1982 Berlin, Galerie Junge Kunst
- 1983/84 Gransee, Galerie am Schinkelplatz
- 1985 Prag, Galeria Fronta (mit Michael Diller)
- 1987 Pirna, Galerie am Elbtor („Menschen im Bild. Grafik Berliner Künstler“; mit Günter Blendinger, Herta Heidenreich und Eva Vent)
- 1989 Leonberg, Rathausgalerie
- 1993 Odense (Dänemark), Kunsthalle Brands Kleiderfabrik
- 1995 Berlin, Studio Bildende Kunst
- 1996 Greifswald, Museum der Hansestadt Greifswald
- 1997 Hamburg, Galerie Rose
- 1999 Neustadt-Glewe, Burggalerie
- 2000 Rostock, Galerie Art Fuhrmann
- 2001 Ahrenshoop, Neues Kunsthaus
- 2002 Zehdenick, Klostergalerie
- 2003 Zinnowitz, Usedomer Kunsthaus, Villa Meyer
- 2005 Budapest, Galerie Fise
- 2008 Teterow, Galerie am Kamp
- 2010 Neustadt-Glewe, Burggalerie
- 2011 Wustrow, Kunstscheune Barnsdorf
- 2012 Schwerin, Galerie Berger
- 2013 Ueckermünde, Kulturspeicher
- 2016, Wernigerode, Galerie im ersten Stock
- 2016 Ahlbeck, Galerie Kalkschuppen (mit Anje Fretwurst-Colberg und Friedrich-Wilhelm Fretwurst)
- 2018 Berlin, Kunsthandel Dr. Wilfried Karger („Bildnerische Attitüden“)